# Suhas Yathiraj
Suhas Yathiraj (2 de julio de 1983) es un deportista indio que compite en bádminton adaptado. Ganó dos medallas en los Juegos Paralímpicos de Verano, plata en Tokio 2020 y plata en París 2024.

## Palmarés internacional
| Juegos Paralímpicos | Juegos Paralímpicos | Juegos Paralímpicos | Juegos Paralímpicos |
| Año                 | Lugar               | Medalla             | Prueba              |
| ------------------- | ------------------- | ------------------- | ------------------- |
| 2020                | Tokio (Japón)       | Medalla de plata    | Individual SL4      |
| 2024                | París (Francia)     | Medalla de plata    | Individual SL4      |